# 月尾鰻
月尾鰻，又稱黑胚鰻為輻鰭魚綱囊鰓鰻目月尾鰻科的其中一種。

## 分布
本魚分布於全球各大洋中深層水域。

## 深度
水深330至5100公尺。

## 特徵
有胸鰭，後鼻孔開在眼之前中線。體短，側扁，背鰭與臀鰭的尾端軟條延長。吻部細長，上下頷延長，上頷長於下頷。上頷骨後端呈球狀齒帶，上下頷骨齒與鋤骨齒多列。背鰭起點在身體中央附近。脊椎骨數70至80；體長為體高7至20倍；尾長為頭與軀幹之週0.5倍；頭長為吻長1.9倍。口裂超過眼之後緣；肛門在體後半部。鰓裂側位。體僵硬，鰭條長，體黑色。體長可達15公分。

## 生態
屬深海魚類，以甲殼類為食，由於眼小，多以側線系統來追捕餌食。

## 經濟利用
罕見，無漁業之經濟價值。